# Roncalês

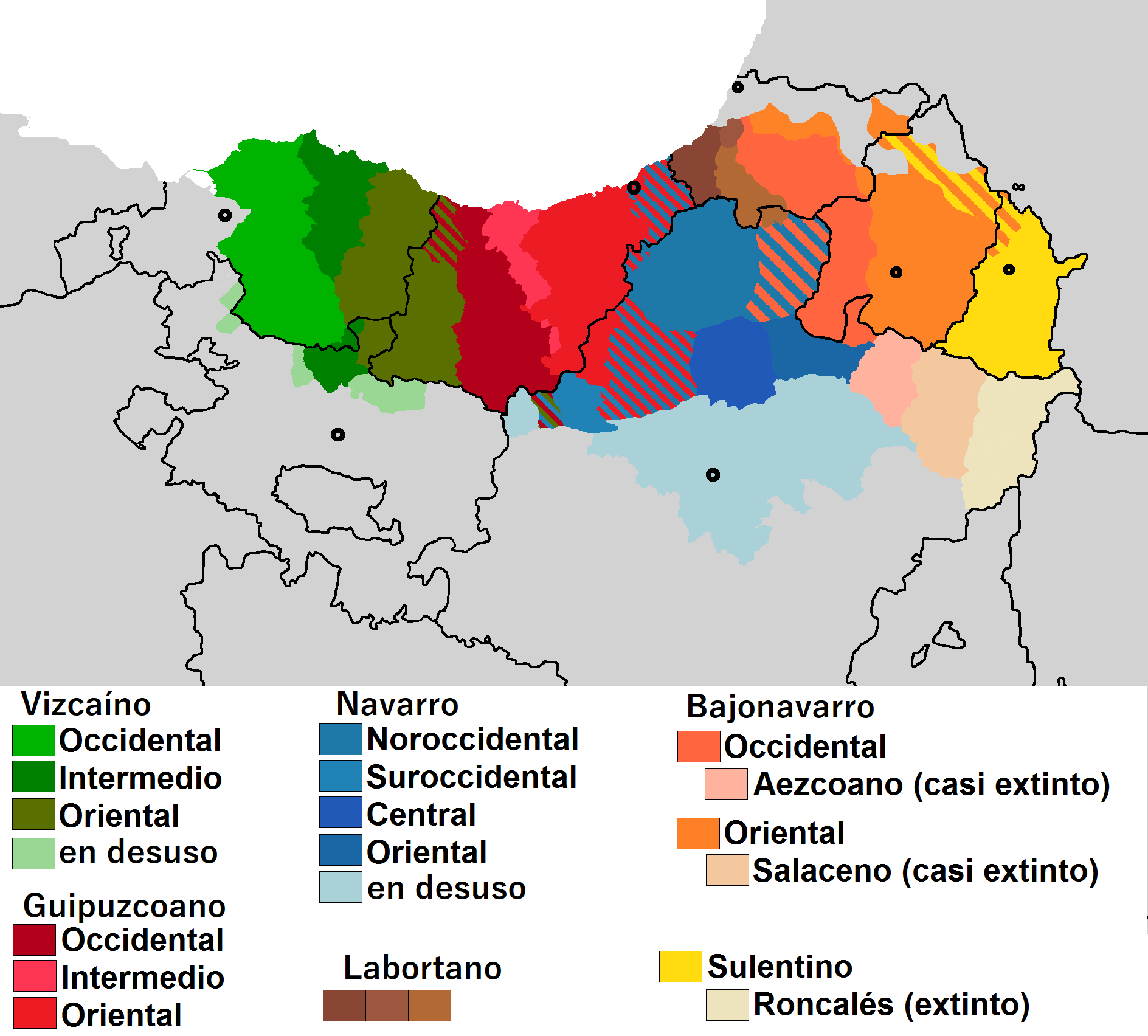

O roncalês, também conhecido como euskera roncalês ou uskara roncalês, é um dialeto basco falado antigamente no vale do Roncal (Navarra, Espanha). Sabe-se que era usado de maneira habitual no final do século XIX, e que seu desaparecimento progressivo começou em 1876 devido à proibição de seu uso nas escolas. Sua última falante nativa foi Fidela Bernat, nascida em 1898 em Uztárroz e falecida em 1991 em Pamplona.
Outro falante que teve grande importância para este dialeto foi Ubaldo Hualde Martín, falecido em 31 de julho de 1967, a última pessoa que além de falar o roncalês sabia escrevê-lo. José e Bernardo Estornés, Koldo Mitxelena ou Juan San Martín foram alguns dos linguistas que visitaram Ubaldo antes de sua morte, para deixar conhecimento de todos os dados que se pode retirar deste dialeto. Ubaldo Hualde também conhecia as variantes de outras zonas do Roncal como Uztárroz, Vidángoz ou Garde.
O filólogo francês Louis Lucien Bonaparte, sobrinho do imperador Napoleão, o catalogou no século XIX como um subdialeto do suletino, ainda que hoje em dia muitos especialistas afirmem que existem diferenças claras do roncalês com outros dialetos vizinhos. Há outros, como Bernardo Estornés, que asseguram que o roncalês é uma língua e que a língua basca é um conjunto de idiomas diferenciados.
Na Fonoteca de Navarra existem gravações de entrevistas a disposição de qualquer pessoa realizada nesta variedade dialetal.